# Istituto Cardiocentro Ticino
L'Istituto Cardiocentro Ticino è un ospedale specializzato in cardiologia di Lugano, nel Canton Ticino.

## Storia
L'istituto viene fondato nel 1999 per volontà del medico Tiziano Moccetti e grazie ad una donazione del medico tedesco Eduard Zwick, suo paziente. Nei fatti, l'ospedale di Lugano aveva un reparto cardiologico ma per gli interventi chirurgici più importanti era necessario andare oltre il Gottardo e ciò era ritenuto una grande lacuna per il sistema sanitario cantonale, oltre che un costo aggiuntivo per gli enti sanitari e per le famiglie dei malati. Il governo cantonale ha dunque autorizzato il nuovo ente con piacere.
Nel 1995 viene costituita la Fondazione Cardiocentro Ticino, con l'obiettivo di costruire velocemente il nuovo centro che, seppur di diritto privato, assume sin da subito un ruolo pubblico. Diviene alla svelta un centro di eccellenza a livello cantonale e confederale, anche per il trattamento del cuore con le cellule staminali. Nel 2012 diventa il primo ospedale universitario del Cantone.
Il 22 dicembre 2020, come da Statuto, la fondazione viene sciolta e la gestione del centro passa all'Ente Ospedaliero Cantonale, col nome di Istituto Cardiocentro Ticino.
La transizione è stata ordinata ma vi è stata una polemica prima del passaggio nei riguardi della gestione dell'Istituto, con il municipio di Lugano, i Liberali, i Leghisti e i Democentristi che sostenevano l'autonomia dell'istituto mentre i socialisti richiedevano una rapida integrazione nel sistema pubblico. Infine è stato deciso di integrarlo nell'Ente Ospedaliero Cantonale ma con un'amministrazione ed una gestione autonoma, dopo alcune problematiche politiche e una proposta d'iniziativa popolare per garantirgli l'autonomia.

## Il centro
Il centro, convenzionato con l'Università di Zurigo e con l'Università della Svizzera italiana, ha al suo interno un'unità di cardiologia, una di cardiochirurgia e una di cardioanestesia e di cure intensive.

## Riferimenti
- Cardiocentro, 25 anni di polemiche - Tio.ch
- Cardiocentro ed EOC firmano per il trasferimento - Corriere del Ticino Archiviato il 18 settembre 2021 in Internet Archive.